# Henning Martin Beier
Henning Martin Beier (* 26. Oktober 1940 in Gudensberg; † 11. April 2021 in Aachen) war ein deutscher Mediziner und Reproduktionsbiologe. Er war Vorsitzender des Wissenschaftlichen Beirats der Von-Behring-Röntgen-Stiftung und Mitglied der Arbeitsgruppe „Fortpflanzungsmedizin“ der Deutschen Akademie der Wissenschaften Leopoldina.

## Leben und Wirken
Beier legte 1960 an der König-Heinrich-Schule in Fritzlar das Abitur ab und studierte Biologie und Chemie an der Philipps-Universität Marburg und der Albert-Ludwigs-Universität Freiburg als Stipendiat der Studienstiftung des deutschen Volkes. Nach Studienaufenthalten am Max-Planck-Institut für Verhaltensphysiologie in Seewiesen bei Konrad Lorenz und Jürgen Aschoff nahm er 1964 das Studium der Medizin an der Universität Marburg auf. Von 1964 bis 1967 forschte er als Promotionsstipendiat der Studienstiftung des deutschen Volkes in den Behringwerken in Marburg-Marbach. Die Promotion bei Friedrich Seidel schloss er 1967 ab. Nach dem medizinischen Staatsexamen 1970 erfolgte 1971 in Marburg seine Promotion zum Dr. med. Von 1971 bis 1974 arbeitete er als Wissenschaftlicher Assistent am Institut für Anatomie der Christian-Albrechts-Universität zu Kiel und habilitierte sich 1973 bei Wolfgang Bargmann für die Fächer Anatomie und Reproduktionsbiologie.
1974 folgte Beier dem Ruf an die Medizinische Fakultät der RWTH Aachen auf die erste deutsche Professur für Anatomie und Reproduktionsbiologie an einer deutschen Medizinischen Fakultät. 1975 folgte er einer Einladung als Visiting Scientist an das National Institute of Environmental Health Sciences (NIH) in Research Triangle Park in North Carolina. 1978 wurde er zum Professor und Direktor des Instituts für Anatomie und Reproduktionsbiologie der RWTH Aachen berufen und lehrte und forschte hier bis zur Emeritierung im Jahr 2007. In den Jahren 1986 und 1987 war er Dekan und 1988 bis 1992 Prodekan seiner Medizinischen Fakultät.
Seit 2007 forschte er als Professor emeritus am Institut für Molekulare und Zelluläre Anatomie der RWTH Aachen.
Beier verfasste mehr als 300 wissenschaftliche Publikationen und war Mitherausgeber verschiedener Fachzeitschriften.
Beier war verheiratet mit der Ärztin Karin Beier-Hellwig.

## Forschung und Funktionen
Beier galt als Pionier der Reproduktionsmedizin in Deutschland und Wegbereiter der In-vitro-Fertilisation, der sogenannten künstlichen Befruchtung im Reagenzglas. Bereits in den 1960er Jahren untersuchte und verglich er die Entwicklung von frühen Säugetierembryonen in vivo und in vitro. Für das Gelingen der Entwicklung und Implantation erkannte und definierte er den Embryo-maternalen Dialog als neues physiologisches und molekulares Phänomen.
Im Rahmen seiner Forschungsarbeit entdeckte Beier ein neues Protein, das vom Schwangerschaftshormon Progesteron gesteuerte Uteroglobin (1966). Im August 1967 veröffentlichten R.S. Krishnan und J.C. Daniel aus Boulder/Colorado die unabhängige, gleichzeitige Entdeckung dieses Proteins. Sie wählten den Namen „Blastokinin“, weil in-vitro-Kulturversuche nach Meinung der Autoren eine aktive Wirkung auf die Blastozystenbildung erkennen ließen, was sich in späteren Wiederholungen jedoch nicht bestätigte.
Ein weiterer wesentlicher Forschungsbereich Beiers war die klassische und experimentelle Embryologie der Säugetiere, die wegen der Verfügbarkeit von Blastozysten in vitro zur Grundlage der Erforschung der embryonalen Stammzellen wurde.
Als Sondergutachter für die Deutsche Forschungsgemeinschaft (DFG) bereiste Beier 1970 die neugegründeten Zentren des noch jungen Faches Reproductive Sciences in den USA und half mit, das Fachgebiet der Reproduktionsmedizin und seine wissenschaftliche Förderung durch Schwerpunktprogramme der DFG in Deutschland zu etablieren. Er war Mitglied zahlreicher Förderprogramme der DFG und einer Forschergruppe von 1972 bis 2006.
Beier war intensiv mit Fragen der rechtlichen und ethischen Probleme der Biotechnologie befasst, insbesondere der Fortpflanzungsmedizin und Stammzellforschung. Er war Mitglied und Vorsitzender (Stellvertreter) der Zentralen Ethikkommission für Stammzellforschung der Bundesregierung am Robert Koch-Institut von 2002 bis 2008. Zuvor war er Berater für des Bundesministerium für Gesundheit und für die Bund-Länder-Kommission „Fortpflanzungsmedizin“ (1996) und Berater für das Bundesministerium der Justiz für die beabsichtigte Novellierung des Embryonenschutzgesetzes (1997).
Er diente in zahlreichen internationalen Forschungsprogrammen und Fachgesellschaften als Mitglied, Gutachter und Moderator. Von 1972 bis 1978 und 1997 bis 2000 war er Research Consultant und Reviewer bei der WHO in Genf. In den Jahren 1993 bis 1995 war er Präsident der Deutschen Gesellschaft für Reproduktionsmedizin. 2013 organisierte er die erste gemeinsame Konferenz der Nationalen Akademie der Wissenschaften Leopoldina mit der Koreanischen Akademie der Wissenschaften und Technologie (KAST) in Seoul, Korea, über Stammzellforschung und ihre klinische Anwendung.

## Preise und Ehrungen
- 1974: Schoeller-Junkmann-Preis für die gesamte Endokrinologie der Deutschen Gesellschaft für Endokrinologie für die Arbeit „Die hormonelle Steuerung der Uterussekretion und frühen Embryonalentwicklung des Kaninchens“
- 1974: Doederlein-Preis für Grundlagenforschung in der Gynäkologie gemeinsam mit Dr. med. Karin Beier-Hellwig. Auszeichnung der Deutschen Gesellschaft für Gynäkologie und Geburtshilfe für die Arbeit „Specific secretory proteins of the female genital tract“
- 1992: Karl-Ernst-von-Baer-Medaille der Estnischen Akademie der Wissenschaften für besondere wissenschaftliche Leistungen auf dem Gebiet der Embryologie und Fortpflanzungsbiologie
- 1993: Forschungspreis der W. Gehring-Stiftung für besondere Leistungen auf dem Gebiet der reproduktionsmedizinischen Grundlagenforschung, gemeinsam mit Prof. Dr. med. Christa Hegele-Hartung, Dr. med. Karin Beier-Hellwig und Dr. rer. nat. Ursula Mootz
- 1998: Mitglied der Deutschen Akademie der Naturforscher Leopoldina
- 2000: Verleihung der „Distinguished Scientist Plaque for the discovery of Uteroglobin“, NIH (Bethesda,Md./USA)
- 2005: Fellow of the International Academy of Human Reproduction, Genf und Jerusalem
- 2006: Mitglied der ACATECH, Deutsche Akademie für Technikwissenschaften
- 2007: Ehrenmitglied der Deutschen Gesellschaft für Reproduktionsmedizin

## Veröffentlichungen (Auswahl)

### Bücher und Beiträge
- als Hrsg. mit P. Karlson: Proteins and Steroids in Early Pregnancy. Springer Verlag, Berlin Heidelberg New York 1982, ISBN 3-540-10457-7.
- als Hrsg. mit H.R. Lindner: Fertilization of the Human Egg In Vitro. Springer Verlag Berlin Heidelberg New York 1983, ISBN 3-540-11896-9.
- als Hrsg. mit I.M. Spitz: Progesterone Antagonists in Reproductive Medicine and Oncology, Human Reproduction Suppl 1. Oxford University Press, England 1964, ISSN 0268-1161
- als Hrsg.: Fortschritte der Anatomie, Embryologie und Reproduktionsbiologie. Monographien-Reihe, seit 1996, Shaker Verlag, Aachen
- The Discovery of Uteroglobin and its Significance for Reproductive Biology and Endocrinology. In: The Uteroglobin/Clara Cell Protein Family. (Hrsg. Anil B.Mukherjee, Beverly S. Chilton) Annals of the New York Academy of Sciences Volume 923, S. 9–24, 2000.
- mit J.Klug, A.Bernard, B.S. Chilton, T.P. Fleming, R.I. Lehrer, L.Miele, N.Pattabiraman, G.Singh (2000) Uteroglobin/Clara Cell 10-kD Family of Proteins. Nomenclature Committee Report. In: The Uteroglobin/Clara Cell Protein Family. (Hrsg.: Anil B.Mukherjee, Beverly S. Chilton), Annals of the New York Academy of Sciences Volume 923, S. 348–354, 2000.
- H.M. Beier et al.: Neue Wege der Stammzellforschung, Reprogrammierung von differenzierten Körperzellen. Berlin-Brandenburgische Akademie der Wissenschaften und Nationale Akademie der Wissenschaften Leopoldina (2009) ISBN 3-939818-15-1.

### Als Mitherausgeber von Fachzeitschriften
- 1985–1997: Zeitschrift Fertilität, Springer Verlag Berlin Heidelberg New York, ISSN 1434-6931
- 1985–1998: Zeitschrift Human Reproduction Oxford University Press, England, ISSN 0268-1161 print, ISSN 1460-2350 web
- 1994–1998: Zeitschrift Human reproduction update Oxford University Press, England, ISSN 1355-4786
- 1998–2004: Zeitschrift Reproduktionsmedizin, Springer Verlag Berlin Heidelberg New York, ISSN 1434-6931
- 2000–2010: Zeitschrift Reproductive biomedicine online, Chief Editor: R.G. Edwards, Cambridge, UK, später Martin Johnson, Cambridge,UK
- seit 2004: Zeitschrift Journal für Reproduktionsmedizin und Endokrinologie, Verlag Krause und Pachernegg, Gablitz ISSN 1810-2107, ISSN 1472-6483